# Rhabdochona denudata
Rhabdochona denudata är en rundmaskart. Rhabdochona denudata ingår i släktet Rhabdochona och familjen Thelaziidae. Inga underarter finns listade i Catalogue of Life.